# ایراندخت محصص
ایراندخت محصص نقاش و کاریکاتوریست و استادیار دانشکده هنرهای زیبای دانشگاه تهران است. محصص مهم‌ترین نویسنده در زمینهٔ کاریکاتور در ایران است و از سال ۱۳۴۵ تا ۱۳۵۷ به‌طور مستمر در نشریات ایرانی به نگارش در زمینهٔ کاریکاتور پرداخت و هنرمندان بسیاری را به جامعه کاریکاتور ایران معرفی کرد. ایراندخت محصص خواهر اردشیر محصص، کاریکاتوریست، است.

## زندگی
ایراندخت محصص فرزند عباسقلی خان محصص و سرور مهکامه محصص لاهیجانی از خانواده‌های زمیندار لاهیجان، گیلان بود. او پس از طی تحصیلات مقدماتی در رشت و تهران در سال ۱۳۴۳ در رشته نقاشی از دانشگاه تهران فارغ‌التحصیل شد و تحصیلات تکمیلی را در بوزار پاریس پی گرفت. سپس به دانشگاه تهران برگشت و به تدریس مشغول شد.
ایراندخت به همراه برادرش اردشیر در سال ۱۳۵۲ کتابی به نام برگزیدهٔ کاریکاتوریست‌های فرانسوی توسط انتشارات امیرکبیر منتشر کردند که خلاصه‌ای از کتابی فرانسوی بود. آثار موجود در آن را اردشیر گزینش و ایراندخت ترجمه کرد. این کتاب مهم‌ترین و اثرگذارترین اثر بر کاریکاتور ایران در آن دوره خوانده شده‌است.
محصص در سال ۱۳۵۴ با انتشار کتاب طراحان طنزاندیش ایران اقدام به معرفی کاریکاتوریست‌های مطرح ایران پرداخت.